# Zespół śledczy
Zespół śledczy pełni funkcję pomocy prawnej w postępowaniu przygotowawczym między polskimi organami uprawnionymi do prowadzenia takiego postępowania oraz właściwymi organami państwa członkowskiego Unii Europejskiej lub innego państwa jeśli zezwala na to umowa międzynarodowa, której Rzeczpospolita Polska jest stroną oraz wykonuje czynności związane z prowadzonym śledztwem. W zależności czy działa on na terenie Polski czy za granicą wyróżniamy zespół polski i zespół zagraniczny.

## Historia
Prace legislacyjne prowadzone przez Radę Europy oraz Unię Europejską pod koniec lat dziewięćdziesiątych minionego wieku doprowadziły do powstania wspólnego zespołu śledczego – Joint Investigation Team (JIT). Idea utworzenia tego instrumentu pojawiła się gdy kraje europejskie dostrzegły problem, iż stosowane przez nie metody międzynarodowej współpracy policji oraz organów sądowych nie przynoszą zamierzonych rezultatów w zwalczaniu przestępczości transgranicznej. Obok zespołu śledczego powstały również inne formy prawnej pomocy międzynarodowej takie jak: obserwacja transgraniczna, przechwytywanie przekazów telekomunikacyjnych, przesyłka niejawnie nadzorowana, operacje pod przykryciem oraz przesłuchania za pomocą wideokonferencji. Państwa członkowskie Unii Europejskiej były przekonane, że nowy instrument współpracy w postaci JIT będzie bardzo korzystny dla wszystkich agencji Unii Europejskiej zajmujących się ochroną porządku publicznego. Skutkiem tego można zaobserwować na przestrzeni lat, że państwa członkowskie coraz częściej korzystają z możliwości powoływania wspólnych zespołów śledczych.

## Powołanie zespołu śledczego
Zespół powoływany jest w drodze porozumienia między Prokuratorem Generalnym oraz właściwym organem państwa współpracującego. O tym jaki będzie to organ decydują przepisy wewnętrzne państwa. Może to być np. minister, Prokurator Generalny bądź Komendant Główny Policji itp. na czas oznaczony. Z inicjatywą powołania zespołu może wyjść każde państwo, które przedstawi projekt porozumienia.

## Porozumienie o powołaniu zespołu
Porozumienie o powołaniu zespołu ma za zadanie określić:
- Przedmiot – opis czynu ze wskazaniem, czy postępowanie toczy się im rem czy In personam, a także należy wskazać jego kwalifikację prawną.
- Cel – cel jaki stawia się danemu zespołowi śledczemu.
- Miejsce współpracy – tam gdzie prowadzone jest postępowanie przygotowawcze. Może być terytorium nawet kilkunastu państw jeśli podpiszą porozumienie i wydelegują swoich przedstawicieli.
- Okres współpracy – jest ściśle określony. Może być on wydłużony na dalszy czas oznaczony, niezbędny do osiągnięcia celu współpracy. Wymaga to jednak zgody wszystkich ze stron.
- Skład zespołu oraz wskazanie osób kierujących – będzie to funkcjonariusz tego państwa, w którym jest prowadzone postępowanie. Polskim zespołem kierować więc będzie prokurator.
- Zadania poszczególnych członków zespołu – nie musi być szczegółowe. Ich skonkretyzowanie nastąpi podczas prowadzenia prac zespołu śledczego

Dodatkowo powinno określać także granicę wspólnych czynności oraz zawierać w swoich postanowieniach informację na temat tego, które państwo po zakończeniu postępowania przygotowawczego będzie prowadziło postępowanie przed sądem. Ponadto można zastrzec również dopuszczenie do prac w zespole przedstawiciela instytucji międzynarodowej powołanej do zwalczania przestępczości.

## Informacje uzyskane przez członka zespołu
Informacje, które członek uzyskał podczas wykonywania prac zespołu śledczego może być wykorzystane przez organ państwa, które go delegowało w celu:
- Przeprowadzenia postępowania karnego
- Zapobiegnięcia bezpośredniemu, poważnemu zagrożeniu dla bezpieczeństwa publicznego
- Wykonaniu innej czynności jeśli jest to zawarte w porozumieniu o powołanie zespołu

Przeprowadzenie postępowania karnego we własnym zakresie wymaga zgody państwa współpracującego, którego organ udzielił informacji. Może ona zostać cofnięta gdy wykorzystanie tych informacji mogłoby zagrażać dobry postępowania przygotowawczego prowadzonego w państwie współpracującym oraz gdy państwo to mogłoby odmówić wzajemnej pomocy.

## Odpowiedzialność za szkodę
Zgodnie z Ustawą z dnia 6 czerwca 1997 r. – Kodeks postępowania karnego art. 589 § 1 za szkodę wyrządzoną przez członka zespołu w związku z wykonywanymi czynnościami odpowiada państwo, które go delegowało, na zasadach określonych w przepisach państwa, na którego terytorium odbywała się współpraca zespołów. Szkoda, o której mówi powyższy przepis może mieć charakter majątkowy: rzeczywisty uszczerbek majątkowy (damnum emergens) i utrata spodziewanych korzyści (lucrum cessans) oraz charakter niemajątkowy. Rozróżnia się szkodę na mieniu, osobie oraz szkodę wyrządzoną np. samemu polskiemu Skarbowi Państwa. Art. 589 § 2 k.p.k. mówi ponadto o tym, że jeśli szkoda wyrządzona innej osobie jest następstwem działania bądź zaniechania osoby będącej członkiem zespołu delegowanego przez inne państwo współpracujące to kwotę pieniężną, stanowiącą równowartość odszkodowania tymczasowego wypłaca poszkodowanemu właściwy organ państwa, na którego terytorium odbywała się współpraca zespołu. Kwota ta podlega zwrotowi organowi (na jego wniosek), który ją tymczasowo wypłacił.
W Polsce właściwym organem w sprawach odszkodowania jest Prokurator Generalny, ponieważ to on ma kompetencje by zawierać porozumienie o powołaniu zespołu i jest odpowiedzialny za sprawy związane z jego prowadzeniem i działaniem.

## Polski zespół śledczy
Zespół polski – zespół, którego współpraca odbywa się na terytorium Rzeczypospolitej Polskiej. Powoływany jest w sprawach, w których należy prowadzić postępowanie przygotowawcze w formie śledztwa. Zespół powoływany jest na czas wykonywania czynności śledztwa, które wyznaczają granice czasowe trwania śledztwa.
Można go powoływać także w szczególności gdy w toku postępowania przygotowawczego w sprawie o przestępstwo o charakterze terrorystycznym, handlu ludźmi, obrotu środkami odurzającymi, substancjami psychotropowymi lub ich prekursorami albo o inne ciężkie przestępstwo ujawniono, że sprawca działał na terytorium innego państwa lub następstwa jego czynu wystąpiły na terytorium innego państwa i zachodzi potrzeba wykonania czynności śledczych lub gdy dodatkowo postępowanie przygotowawcze, o którym mowa wyżej pozostaje w związku przedmiotowy i podmiotowym z postępowaniem prowadzonym na terytorium innego państwa.
W skład zespołu polskiego wchodzą prokuratorzy i przedstawiciele innych organów uprawnionych do prowadzenia śledztwa, a także funkcjonariusze delegowani z innych państw współpracujących, którzy mogą być obecni przy wszystkich czynnościach procesowych wykonywanych w ramach zespołu polskiego, chyba że zajdzie potrzeba ochrony ważnego interesu Rzeczypospolitej Polskiej lub praw jednostki.

## Delegowanie polskiego członka zespołu
Państwo polskie może delegować do zespołu na terytorium innego państwa prokuratora lub innego przedstawiciela organu uprawnionego do prowadzenia śledztwa. O delegowaniu decyduje Prokurator Generalny lub inny organ właściwy. Jeśli członkiem delegowanym jest prokurator to przysługują mu uprawnienia prokuratora państwa obcego określone w art. 588 § 1 k.p.k.

## Zespół śledczy na arenie międzynarodowej
Wspólny zespół śledczy jest wspomagany przez Europejski Urząd Policji (Europan Police Office), czyli Europol oraz Europejską Jednostkę Współpracy Sądowej (The Europan Union’s Judicial Cooperation Unit) – Eurojust. Te dwie instytucje dbają o rozpowszechnianie między krajami członkowskimi powoływanie wspólnych zespołów śledczych. Eurojust wydał „Podręcznik dla wspólnych zespołów dochodzeniowo – śledczych”, który ma za zadanie uzupełniać „Przewodnik po legislacji państw członkowskich EU dotyczącej wspólnych zespołów dochodzeniowo – śledczych”. Treść podręcznika zawiera informacje na temat samego zespołu śledczego, doświadczenia praktyczne rozwijania współpracy międzynarodowej oraz wskazuje korzyści jakie przynosi prowadzenie czynności procesowych w zespole śledczym. Są to między innymi: bezpośrednia wymiana informacji, możliwość koordynowania działań na miejscu, poprawienie efektywności działań związanych z przestępczością transgraniczną.